# Drosophila pseudotalamancana
Drosophila pseudotalamancana är en tvåvingeart som beskrevs av Guido Pereira och Vilela 1987. Drosophila pseudotalamancana ingår i släktet Drosophila och familjen daggflugor.
Artens utbredningsområde är El Salvador.